# Chiesa di San Nicola (Vianden)
La chiesa di San Nicola (in francese église Saint-Nicolas de Vianden) è una chiesa cattolica situata nella città di Vianden in Lussemburgo.

## Storia
La chiesa venne costruita nel XIII secolo dai Templari. Questi avevano in carico la parrocchia di Roth, della quale faceva parte il sobborgo di Vianden sorto oltre il fiume Our rispetto al centro della città, anche se fino al 1256 la loro giurisdizione riguardava l'intera Vianden. Il cambiamento fu dovuto alla creazione della chiesa dei Trinitari da parte dell'Ordine della Santissima Trinità sulla riva destra del fiume.
Inizialmente chiamata Capella militum, dopo la dissoluzione dell'ordine dei Templari nel 1312 e la presa in carico della parrocchia di Roth da parte dei Giovanniti, la chiesa prese il nome di San Nicola.
Nel 1545, un cimitero venne creato sul fianco sinistro della chiesa. Questo venne ampliato nel 1645 e utilizzato fino al 1784, ma oggi non è più esistente.
La chiesa figura nell'inventario dei monumenti nazionali del Lussemburgo dal 1938.

## Descrizione
La chiesa sorge a Vianden nell'abitato sulla riva sinistra del fiume Our, distando una cinquantina di metri dal ponte che lo attraversa. L'edificio presenta un'architettura neogotica.

## Galleria d'immagini

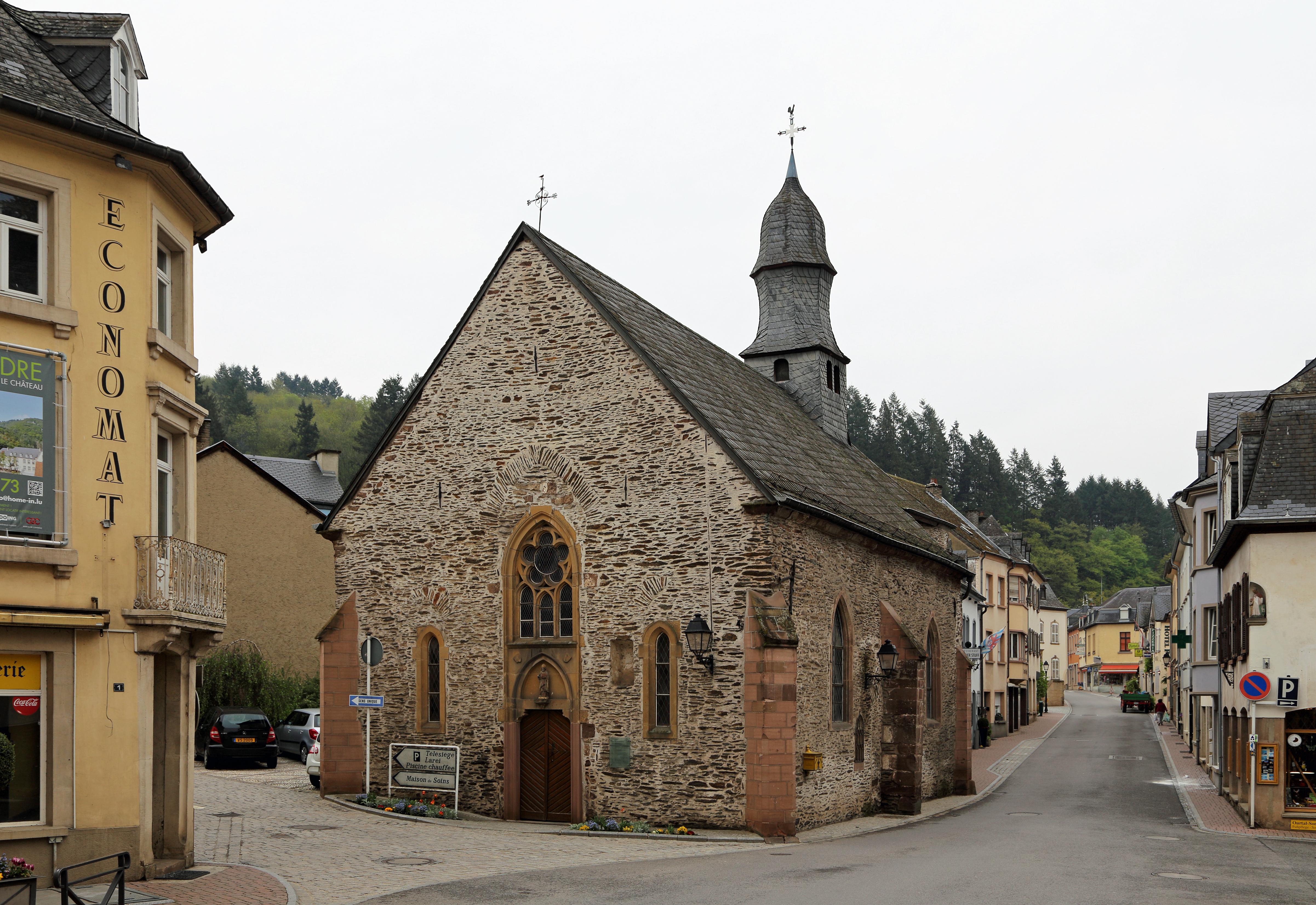
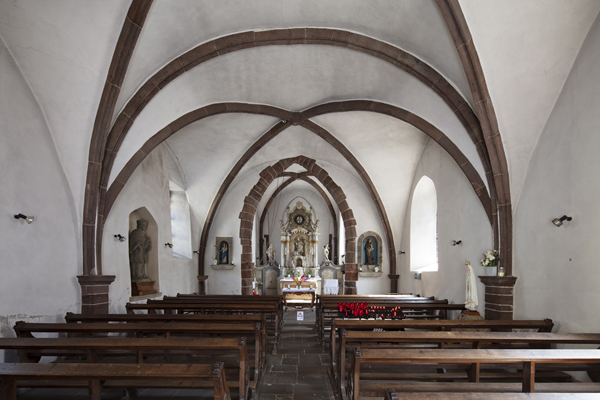
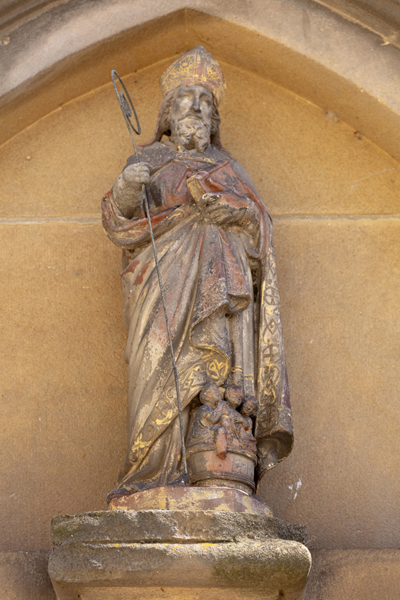